# سووبودنی ترود (آدیغیه)
سووبودنی ترود (به لاتین: Svobodny Trud) یک منطقهٔ مسکونی در روسیه است که در آدیغیه واقع شده‌است.